# Napoleon 2. af Frankrig
 For alternative betydninger, se Napoleon (flertydig). (Se også artikler, som begynder med Napoleon)
Napoléon François Charles Joseph Bonaparte (20. marts 1811 - 22. juli 1832) var søn af Napoléon Bonaparte og hans anden hustru Maria Louise af Østrig.
Født i Paris med opvækst hos moderens forældre i Kejserriget Østrig. Han blev tituleret Napoleon 2. efter faderens abdikation i 1814 og forvisning til Sankt Helena, men han blev ikke kronet kejser af Frankrig.
Napoleon 2., som også var hertug af Reichstadt og kongen af Rom, døde i 1832 af tuberkulose.